# Savcı Beg
Savcı Beg fou un príncep otomà, germà d'Osman I. Va ajudar al seu germà en diverses campanyes militars i va morir en combat el 1286/1287 en la lluita contra el governador grec d'Angelokome (en turc Ayne Göl) en un combat lliurat prop d'Egridje al darrere del mont Olimp. El pi sota el que va caure fou objecte de culte durant segles. Fou enterrat al mausoleu de Sögüd, però aquest fou destruït pels grecs el 1922. Un nebot seu, fill d'Osman, va portar també el nom de Savcı, i va morir en combat.